# Heinz Stöcker
Heinz Stöcker (* 22. Januar 1929 in Lobenstein) ist ein ehemaliger Generalmajor im Ministerium für Staatssicherheit (MfS) der Deutschen Demokratischen Republik (DDR). Er war Leiter der MfS-Abteilung für militärische Spezialaufgaben.

## Leben
Stöcker, Sohn eines Angestellten, begann nach dem Besuch der Volksschule 1943 eine Lehre als Handelskaufmann. In den letzten Monaten des Zweiten Weltkriegs wurde er Ende 1944 zum Volkssturm herangezogen. Er geriet 1945 in amerikanische Gefangenschaft.
Nach dem Krieg setzte er seine Lehre fort, wurde 1945 Mitglied der SPD und mit der Zwangsvereinigung von SPD und KPD 1946 Mitglied der SED. Von 1946 bis 1948 war er als kaufmännischer Gehilfe und Lagerarbeiter tätig. Im Jahr 1948 wurde er Angehöriger der Deutschen Volkspolizei (DVP) und begann seinen Dienst im VP-Kreisamt Schleiz. Nach einem Einsatz in der Grenzbereitschaft Gera besuchte er 1949/50 die VP-Schule Döbeln. Ab 1950 diente er in der VP-Bereitschaft Burg und besuchte 1951/52 die VP-Schule Kochstedt. Anschließend wurde er Lehrer für Infanterietaktik an KVP- bzw. NVA-Schulen.
Stöcker wurde 1957 beim MfS in der Hauptabteilung Kader und Schulung (HA KuSch) eingestellt und war dort ab 1958 Referatsleiter für militärische Ausbildung. Ab 1962 Referatsleiter in der Arbeitsgruppe des Ministers (AGM) wurde er im Februar 1964 Leiter der selbständigen Abteilung IV/2 für Sonderfragen (dann AGM/S, ab 1988 Abteilung XXIII). Zu seinen Aufgaben gehörte die Kampfausbildung von Diversanten und die Sicherung von Auslandsvertretungen der DDR.
Er absolvierte von 1964 bis 1968 ein Fernstudium der Kriminalistik an der Humboldt-Universität zu Berlin. Ein weiteres Fernstudium an der Juristischen Hochschule Potsdam-Eiche von 1969 bis 1972 schloss er als Diplom-Jurist ab. Am 4. Februar 1985 wurde er vom Vorsitzenden des Nationalen Verteidigungsrates der DDR Erich Honecker zum Generalmajor ernannt. Im Mai 1989 wurde er aus dem Dienst entlassen und in die Rente verabschiedet.